# Proximus Basecamp
Het Proximus Basecamp is het nationale voetbalcentrum van de Koninklijke Belgische Voetbalbond. Het dient als basiskamp voor de Belgische nationale voetbalploegen bij de voorbereidingen voor interlands en toernooien. Daarnaast organiseert het centrum ook voorbereidingswedstrijden en internationale toernooien voor de nationale jeugdploegen die er ook kunnen trainen en verblijven. Het complex is gelegen in de Brusselsestraat 486 in het Waals-Brabantse Tubeke.

## Geschiedenis
Met opbrengsten van de organisatie van Euro 2000 begon de Belgische voetbalbond in 2005 met de bouw van het trainingscomplex. Het voetbalcentrum werd in september 2016 in gebruik genomen. De bouw liep vertraging op door allerlei problemen en toen het bijna af was maakte toenmalig bondscoach Marc Wilmots geen gebruik van de faciliteiten. Dit veranderde toen Roberto Martinez de Rode Duivels ging coachen. Sinds augustus 2020 draagt het trainingscomplex  de naam Proximus Basecamp nadat de Belgische telecomoperator Proximus het sponsorcontract met de voetbalbond verlengde.

## Faciliteiten
De sportinfrastructuur bestaat uit onder andere zeven voetbalvelden uit gewoon en kunstgras, twee tennisvelden, een beachsoccerterrein, Blind pitch en een indoorterrein. Op de site is ook het hotel Martin's Red gelegen. Het viersterrenhotel heeft 79 kamers en een uitgebreide fitness- en verzorgingsruimte. Er is onder andere een sauna, een sportsbar, een restaurant en een auditorium. De vijf vergaderzalen zijn vernoemd naar historische tornooien uit de Belgische voetbalgeschiedenis.
Er worden ook trainers- en scheidsrechtersopleidingen, talentdetecties en voetbaltornooien georganiseerd. Belgische en buitenlandse clubs alsook andere federaties kunnen gebruik maken van de infrastructuur om te trainen.
De kantoren van de KBVB, ACFF, Voetbal Vlaanderen en de arbitrage zijn er ook gevestigd. Er zijn ook plannen om de administratieve zetel van de voetbalfederatie te verplaatsen naar Tubeke. Het bondsgebouw van de Koninklijke Belgische Wielrijdersbond bevindt zich ook op de terreinen in Tubeke.
Tijdens Euro 2020 werden de faciliteiten gebruikt door de Rode Duivels als uitvalsbasis om de wedstrijden voor te bereiden.
Vanaf seizoen 2021-2022 zal de VAR opereren vanuit Tubeke. Er zijn plannen voor de bouw van vier nieuwe terreinen, nieuwe kleedkamers en een congrescentrum in het Proximus Basecamp.